# Nāgārjuna

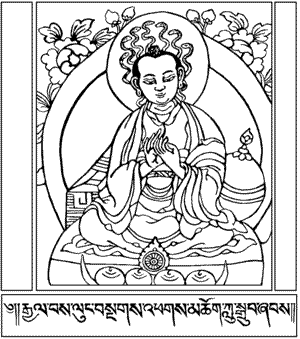
Ritratto di Nāgārjuna nella iconografia tibetana. Il filosofo buddista è protetto da più nāga e con la caratteristica uṣṇīṣa posta in cima alla testa. Nāgārjuna possiede questo "segno" del Buddha in quanto, secondo la tradizione, avendo egli insegnato la dottrina della vacuità (śunyātā), avrebbe messo in moto il secondo giro della Ruota del Dharma (dharmacakra). Da notare, inoltre, che le mani sono nel "gesto di avviamento della ruota della dottrina" (dharmacakrapravartamudrā): pollice e indice della mano destra formano la ruota, mentre il dito medio della mano sinistra la mette in moto.

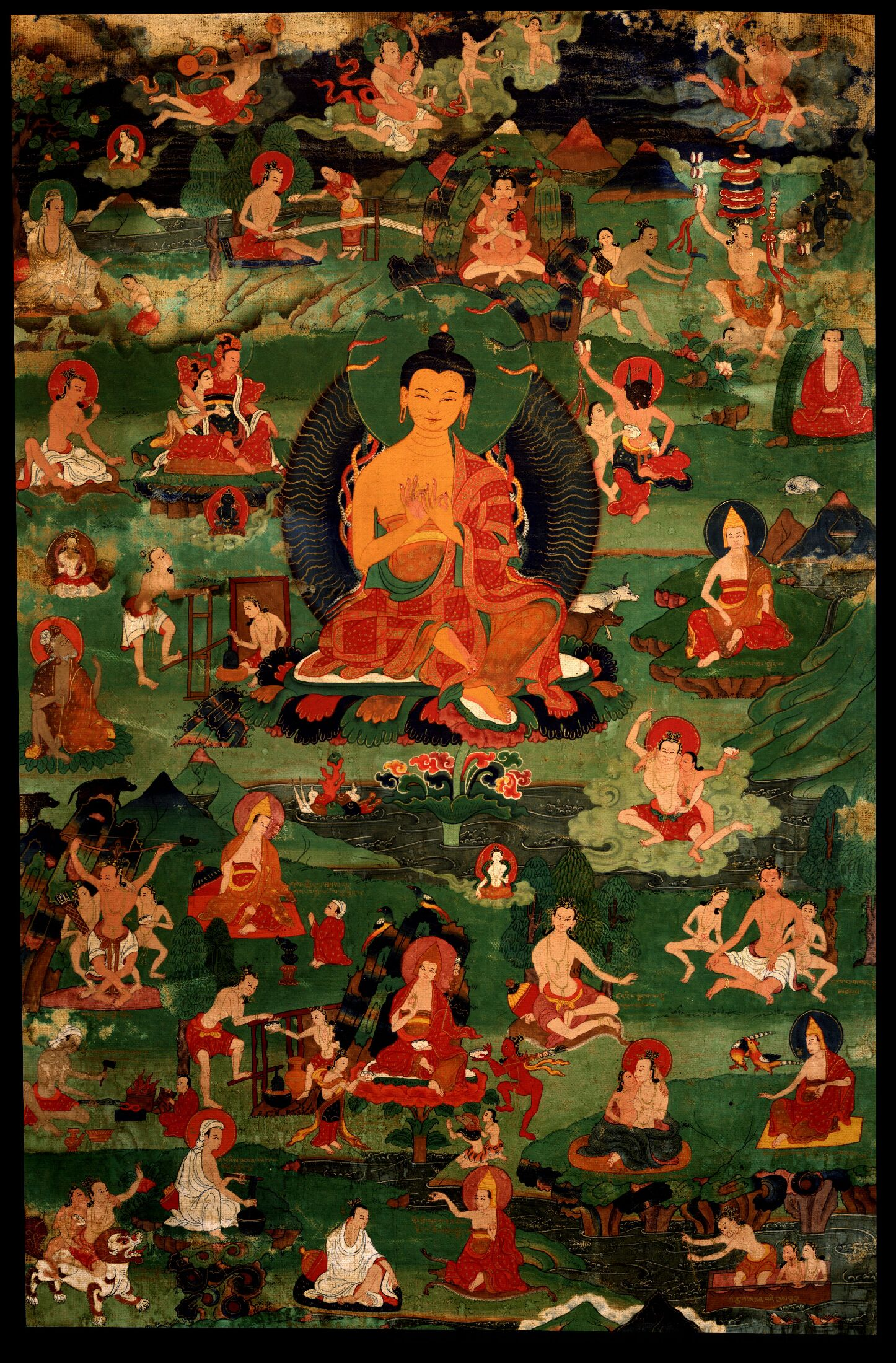
Nāgārjuna in un dipinto tibetano

(Nāgārjuna, Mūla-madhyamaka-kārikā, XXV, 19-20)
Nāgārjuna (devanāgarī: नागार्जुन; cinese: 龍樹 pinyin: Lóngshù; coreano: Yongsu; giapponese: Ryūju; tibetano: ཀླུ་སྒྲུབ Klu Sgrub; Andhra, 150 d.C. circa – 250) è stato un monaco buddhista indiano, filosofo e fondatore della scuola dei Mādhyamika e patriarca delle scuole Mahāyāna.

## La vita
Le notizie sulla vita di Nāgārjuna sono piuttosto frammentarie e confuse. Intersecano diverse tradizioni buddiste e anche diverse tradizioni geografiche. Si ritiene che sia nato nel II secolo d.C., probabilmente nella regione di Andhra (India meridionale) da una famiglia di brahmani. Secondo una tradizione nacque sotto un albero di Terminalia arjuna, fatto che determinò la seconda parte del suo nome, Arjuna. La prima parte, Nāga, lo si deve ad un viaggio che avrebbe condotto, sempre secondo alcune leggende, nel regno dei nāga, i cobra divini, posto sotto l'oceano per recuperare i  Prajñāpāramitāsūtra ad essi affidati dai tempi del Buddha Śākyamuni.
Dal punto di vista storiografico si ritiene che dopo un periodo di studio della letteratura vedica (testimoniato dall'interesse per essa nelle sue opere), si convertì presto al Buddismo entrando in un monastero. Non si sa con certezza se abbia vissuto a Nāgārjunakonda, a Berar oppure nel Saurashtra.
La tradizione lo vuole abate di Nālandā, ma si ritiene che poi abbia comunque trascorso buona parte della sua vita a Srivapata, in un monastero fatto costruire sulle rive del fiume Krshna dal re suo amico Gautamīputra (della dinastia dei Śatakarṇi), a cui Nāgārjuna indirizzò due epistole (Suhrllekha e Ratnavali) giunte fino a noi.
La sua opera di maestro della scuola dei Mādhyamika, da lui fondata a Nālandā, fu continuata da Āryadeva, suo discepolo diretto nonché successore come abate di Nālandā.
Nāgārjuna è considerato tra i fondatori del Buddismo Mahāyāna ed è "patriarca" nelle scuole buddiste cinesi Tiāntái e Chán.

## La dottrina
Tra il I secolo a.C. e il I secolo d.C. iniziano a comparire dei testi buddisti in cui questa dottrina religiosa è vigorosamente chiamata a rispettare alcuni insegnamenti che alcuni canoni coevi sembravano non aver sufficientemente considerato. Questi testi, indicati con il nome collettivo di Prajñāpāramitā sūtra (Sutra perfezione della saggezza), furono decisivi per la nascita e la diffusione del Buddismo Mahāyāna che presto si propagherà per tutta l'India e l'Asia centrale, giungendo infine nell'Estremo Oriente e in Tibet.
Nel Buddismo Mahāyāna è cruciale la figura del bodhisattva, colui che, pur essendo in grado di raggiungere il nirvāṇa , rimanda tale realizzazione per aiutare gli altri esseri senzienti a liberarsi. Il bodhisattva acquisisce una serie di perfezioni (pāramitā), che comprendono la purificazione dalle passioni, l'esercizio delle virtù morali (prima fra tutte la dāna, la "generosità") e l'acquisizione della consapevolezza della vacuità (sans. śunyātā) insista in ogni manifestazione del reale.
La vacuità (śunyātā) è la categoria fondamentale dei Prajñāpāramitāsūtra e della filosofia di Nāgārjuna.
Nelle dottrine del Buddismo dei Nikāya, che precedettero l'opera di Nāgārjuna e che rifiutavano la canonicità dei Prajñāpāramitāsūtra, è presente l'idea del pratītyasamutpāda, per il quale nessun fenomeno (dharma) ha una esistenza in sé, in quanto ogni fenomeno emerge solo grazie ad altri fenomeni che lo hanno preceduto: esiste A solo in quanto è esistito un non-A. Questa realtà dei fenomeni posta su un piano temporale di impermanenza (anitya) conservava, per le scuole del Buddismo dei Nikāya (anche se con delle differenze fondamentali ad esempio tra i Vibhajyavāda e i Sarvāstivāda), una stabilità temporale immediata, ovvero una identità precisa.
Per Nāgārjuna, il Buddha Śākyamuni aveva invece indicato, oltre l'impermanenza temporale, un'ulteriore qualità nella natura dei fenomeni: essi sono vuoti (śūnya) anche di una stessa loro identità (niḥsvabhāvatā) in quanto dipendono uno dall'altro sia sul piano temporale che in quello del presente, dell'immediato: esiste A solo in quanto esiste anche un non A.
Quindi tutti i fenomeni (dharma) sono privi di identità, sono vuoti di identità, in quanto non sono inscindibili, non risultano indipendenti, uno dall'altro. Tutti i dharma, secondo la lettura degli insegnamenti del Buddha da parte di Nāgārjuna, sono vuoti: poiché nessun fenomeno possiede una natura indipendente, si può dire che tutto ciò che esiste è "vuoto". Ma se la dottrina dello śunyātā denuncia il mondo come irreale, al contempo è evidente che esso esista e non sia un puro miraggio. Né si può sostenere che esso sia al contempo "reale" e "irreale", o né "reale" e né "irreale". Da qui il modo di procedere dialettico negativo del filosofo indiano come "tetralemma" (catuṣkoṭi), intento a demolire ogni elaborazione concettuale su qualsivoglia "realtà", ivi comprese quelle enunciate dalle dottrine buddiste: non è A; né non-A; né A-e-non A; né non-A-né-non-non-A. Quindi la dottrina dello śunyātā, non è nemmeno indicabile come "nichilismo" avendo la dichiarata pretesa di negare anche quella dimensione.
L'esperienza della śunyātā, ovvero la demolizione delle elaborazioni concettuali sarebbe, per il filosofo indiano, il cuore dell'insegnamento del Buddha, la via che porta alla liberazione. La vacuità, infatti, non può essere conosciuta con il pensiero ordinario (o convenzionale).
Gran parte dell'opera di Nāgārjuna consiste pertanto in una critica raffinata delle diverse dottrine che sottintendono l'esistenza dei fenomeni in quanto tali, o la loro semplice negazione, e che vengono per questo ridotte all'assurdo (prasaṅga).
Da parte sua, Nāgārjuna non presenta alcuna dottrina, poiché l'esperienza della vacuità non è compatibile con alcuna costruzione filosofica. L'idea stessa della vacuità rischia di essere pericolosa, se la vacuità viene entificata. La vacuità richiede, ed è, la rinuncia a ogni opinione.
Il Buddha Śākyamuni aveva messo in guardia dall'assolutizzare la propria dottrina, considerandola altro che un semplice mezzo per raggiungere la liberazione ("una zattera per attraversare un fiume, che va abbandonata appena si è arrivati all'altra sponda"). Interpretando questo aspetto del messaggio del Buddha, Nāgārjuna sottopone a critica tutti i concetti centrali del Buddismo operando la distinzione - importante per tutto il Buddismo Mahāyāna - tra due verità: quella relativa (sans. saṃvṛti- satya) e quella assoluta (paramartha satya) che il buddista "abbraccia" quando mette in moto la Ruota della Legge, fino a quel momento il buddista conosce solamente le "Quattro nobili verità" (sans. catvāri-ārya-satyāni), ma non le abbraccia, illudendosi che esistano davvero, in questo modo infatti aderisce solo alla "verità relativa" del mondo.
La totalità delle scuole mahāyāna e mahāyāna-vajrayāna inseriscono Nāgārjuna tra i loro patriarchi fondatori. Egli è considerato come colui che, avendo insegnato la dottrina della vacuità (śūnyatā), ha messo in moto il secondo giro della Ruota del Dharma (dharmacakra). Per questa ragione nella iconografia buddista mahāyāna è rappresentato con la protuberanza cranica (uṣṇīṣa) uno dei Trentadue segni maggiori di un Buddha.

## Fisica quantistica e dottrina della vacuità
Ad occuparsi della vacuità concepita dal Buddismo in relazione alle teorie della fisica quantistica è stato il fisico italiano Carlo Rovelli, affermando che la dottrina della vacuità, così come viene concepita dal monaco buddista Nāgārjuna, che la riprende direttamente dagli insegnamenti del Buddha Sakyamuni, è analoga al modo in cui la teoria dei quanti concepisce la realtà. Il Buddha affermava infatti che tutte le cose sono vuote di esistenza intrinseca e cioè che tutte le cose esistono non di per sé ma perché sono in relazione ad altro, rifiutando l'esistenza di un'origine assoluta della realtà; dal punto di vista di Rovelli la teoria quantistica può essere interpretata in maniera analoga, fornendo una visione della realtà dove gli oggetti che ci circondano non sembrano esistere in quanto tali, ma solo in quando in relazione ad altri oggetti che con essi interagiscono.
"La fisica moderna pullula di nozioni relazionali", scrive Rovelli, "non solo nei quanti: la velocità di un oggetto non esiste in sé, esiste solo rispetto a un altro oggetto; un campo in sé non è elettrico o magnetico, lo è solo rispetto ad altro, e così via. La lunga ricerca della «sostanza ultima» della fisica è naufragata nella complessità relazionale della teoria quantistica dei campi e della relatività generale… Forse un antico pensatore indiano ci offre qualche strumento concettuale in più per districarci".

## Le opere
Delle oltre cinquanta opere che le varie tradizioni buddiste attribuiscono a Nāgārjuna, gli storici ritengono probabilmente autentici solo dodici trattati e quattro inni. Tra questi si possono segnalare:
- Mūla-madhyamaka-kārikā (conosciuto anche come Madhyamaka-kārikā, Prajñāmamūlamadhyamakakārikā o Madhyamaka-śāstra, cin. 中論 Zhōnglùn, giapp. Chūron, tib. dBu-ma rtsa-ba'i thsig le'ur byas-pa shes-rab ces-bya-ba, Le stanze del cammino di mezzo), composta in 448 strofe divise in 27 sezioni, è una critica serrata agli Abhidharma delle scuole del Buddismo dei Nikāya.
- Vigrahavyāvartanī (La sterminatrice degli errori).
- Śunyātāsaptati (Le settanta stanze sulla vacuità).
- Yuktiṣāṣṭika (Sessanta stanze sulla coerenza).
- Vaidalyaprakaraṇa (Commento al Vaidalyasutra).
- Suhṛllekha (Lettera amichevole).
- Catuḥstava (Quattro inni).
- Rajaparikatharatnamala (La ghirlanda preziosa dei consigli al Re).
- Pratītyasamutpādahṝdayakārika (Gli elementi della Coproduzione condizionata).
- Bodhicittavivaraṇa (Trattato sulla mente illuminata).
- Bodhisaṃbhāra (I requisiti per l'illuminazione).

## Mūla-madhyamaka-kārikā
L'opera in cui Nāgārjuna recupera e approfondisce dialetticamente l'originaria medietà insegnata dal Buddha a partire dal suo primo discorso (Dhammacakkappavattana Sutta) reca il nome di "Stanze/Strofe [kārikā] della Via di Mezzo" (d'ora innanzi MMK). In essa gioca un ruolo capitale la nozione di śunyātā come strumento de-ontologizzante adoperato contro quelle tendenze sostanzialistiche che, espresse specialmente dalla scuola Sarvāstivāda, costituivano un tradimento del rifiuto del Buddha di ogni sorta di sostrato. Più precisamente, l'oggetto della critica nāgārjuniana è quella che, all'interno del lessico tecnico della Scolastica buddista, è detta "esistenza primaria" (dravyasat). Tutto è carente di sostanzialità: dai dharma - che della realtà sono i costituenti minimi - ai fenomeni, che risultano dalle interazioni dharmiche. Nulla, a nessun livello di realtà, è dotato di aseità, ma tutto possiede invece il carattere dell'abalietà, ovvero esibisce una costituzione relazionale.

L'insostanzialità della realtà sia primaria (dharma) che secondaria (fenomeni) è indicata da Nāgārjuna col termine "vacuità" (śunyātā). L'uso del dispositivo dialettico della śunyātā - che si ritrova a tutti i livelli delle MMK - deve peraltro essere contemporaneamente diretto, oltreché all'eliminazione di ogni discorso ontologico avversario, alla sottrazione di se medesimo all'ontologizzazione. Qualora, infatti, la vacuità venisse intesa come ennesima modalità predicativa circa lo statuto ontologico del reale, essa non solo non sortirebbe l'effetto teraupeutico per il quale viene adoperata, ma arrecherebbe anche nocumento, aggravando la "malattia" consistente nel vedere sostanze in una realtà che invero ne è priva. Dice perciò Nāgārjuna: 
«Il fraintendere la vacuità distrugge chi ha un’intelligenza debole, come un serpente afferrato male o un incantesimo formulato maldestramente» (MMK, XXIV, 11) 
D'altra parte, può capitare altresì che, a motivo dell'ordinaria tendenza mentale a ragionare per opposti (essere, non-essere, essere e non-essere, né essere né non-essere), la vacuità venga intesa come ciò che, mostrando l'assenza di una realtà ultima, mostrerebbe per ciò stesso la nullità del mondo. Così, sostanzialismo e nihilismo, pur nella loro diversità, mostrano di risultare in eguale misura da una medesima fonte, che è quell'originaria distorsione cognitiva (avidyā) che occulta la visione della processualità della realtà, ossia la visione della sua insostanzialità. Il richiamo di Nāgārjuna alla originaria nozione della "Via di Mezzo" non è finalizzato, dunque, alla definizione di una nuova ontologia che stabilisca la vacuità come natura delle cose, ma alla purificazione della propria vista affinché si sia in grado di "veder dentro" (in-tuire) i fenomeni e riconoscerli come privi di consistenza ontologica. Tale visione diretta, che il Mahāyāna qualifica come la "perfezione più elevata", penetrando oltre ogni rappresentazione del mondo forgiata dall'attività mentale di "proliferazione concettuale" (prapañca), consente di cogliere la costitutiva interdipendenza di ogni realtà, ovvero la vacuità del reale stesso.
In questa prospettiva - eminentemente terapeutica e soteriologica, pur se dotata di un ragguardevole spessore speculativo -, la dialettica che Nāgārjuna mette in opera nelle MMK non vuol essere uno strumento di costruzione di nuove teorie, ma piuttosto uno strumento di decostruzione: essa non serve a teorizzare il vuoto, ma a produrre il vuoto; non a concettualizzare la realtà, ma a sospendere tale attività, che è esattamente ciò che costituisce schermi tra sé e la realtà creando a un tempo le illusioni sostanzialistiche del sé (soggetto) e della realtà come altro-da-sé (oggetto). Serve, insomma, a produrre la "candida visione" della realtà, che è data peraltro solo nell'abbandono di ogni punto di vista (dṛṣṭi).
A tal fine, le MMK azionano un meccanismo dialettico, noto come prasanga, che procede negando costantemente ogni possibilità logica che possa sostenere un discorso, mostrando, in particolare, che di qualsivoglia cosa non è possibile dire coerentemente che sia, che non sia, che sia e non sia, che né sia né non sia (catuṣkoṭi), perché tutti questi sono nient'altro che diversi modi con cui il soggetto tende a rappresentarsi e appropriarsi del mondo concettualmente, piuttosto che guardarlo direttamente così come esso è davvero. Proprio perché sono cotesti punti di vista teorici sul reale a impedire una visione diretta del medesimo, il metodo di confutazione di Nāgārjuna che si ritrova nelle MMK non si pone come una dimostrazione apagogica: infatti, quantunque anch'esso, come l'apagoge, assuma le altrui tesi per mostrarne l'insostenibilità, si distingue da quello per la totale mancanza di valenza dimostrativa e veritativa. Il prasanga, in altre parole, non è una dimostrazione indiretta che, stabilendo la falsità della tesi confutata, accorda valore di verità alla confutazione attuata ai danni dell'avversario. Esso è, invece, una metodo di pura e semplice confutazione che pretende di essere del tutto privo di implicazioni assertorie, ovvero pretende di non produrre alcuna tesi da contrapporre alle altre, né di per sé né in modo derivato o implicito.

Peraltro, nell'ambito del discorso tale pretesa non può che terminare in un fallimento, poiché nel linguaggio è inscritta un'affermatività che fa sì che anche una "dialettica negativa" sia ricondotta entro un discorso positivo: ogni dire, nel momento in cui si pone, anche qualora si definisca in modo negativo assume valore tetico ed entra in conflitto con altri punti di vista. Proprio perché consapevole di questo carattere inaggirabile del linguaggio, Nāgārjuna riconosce esplicitamente la strumentalità del proprio discorso sulla vacuità, funzionale unicamente a eliminare il miraggio del sostanzialismo e del suo corrispettivo negativo, vale a dire il nihilismo. La dialettica nāgārjuniana intende far compiere un salto al soggetto: quello dal piano teoretico al piano etico, nel quale viene meno la stessa nozione di "soggetto" inteso come un che di sostanziale e di ontologicamente distinto da tutto il resto. Ecco perché tale procedura critica risulta, infine, auto-critica: essa non si limita ad abolire i discorsi avversari, ma contemporaneamente abolisce anche se stessa negando pregnanza ontologica a questo stesso procedimento dialettico.  
il Buddha storico era consapevole del carattere antinomico e contraddittorio della ragione (cioè della logica e del linguaggio), e il Mādhyamika (in primis con Nāgārjuna) sviluppò ulteriormente quest'intuizione, volgendo la ragione contro se stessa ed elaborando una sottile dialettica. In entrambi i casi si giunge allo stesso risultato: la distruzione delle opinioni. Così, l'insegnamento di Nāgārjuna si presta a essere tesaurizzato nelle seguenti direzioni. 1) Si può ricorrere alla logica e al linguaggio per volgerli contro se stessi, cioè per mostrarne l'inconsistenza. [...] 2) Questa metodologia sfocia inevitabilmente nella distruzione di tutte le opinioni (sarvadṛṣṭiprahānāya), se non vuole invalidare e cancellare se stessa. [...] In conclusione, Nāgārjuna recupera lo spirito dissacrante e antiteoretico del Buddismo originario di Śākyamuni: ne è così il vero erede. 
Il discorso di Nāgārjuna non conduce a un superamento dialettico del conflitto tra le varie dṛṣṭi offrendo una sintesi onnicomprensiva, ma, mentre sfonda ogni genere di Weltanschauung, sfonda anche se medesimo negandosi un ruolo ontologicamente costitutivo. Il conflitto dialettico termina non sul piano concettuale, ma su quello esperienziale, dove non si dà una teoria, ma la sospensione dell'attività discorsiva del pensiero, che coincide con quell'esperienza di pura contemplazione che, risultando dall'estinzione dell'attaccamento, della brama e dell'ignoranza (avidyā), si può indicare coi termini "salvezza", "liberazione", "illuminazione", "risveglio", etc.
Questo, e non altro, è il fine della maggiore opera del monaco Nāgārjuna.